# Fabrice Urbatro
Fabrice Urbatro est graphiste, illustrateur et un auteur de bande dessinée français né en mars 1978. Originaire de l'île de La Réunion, département d'outre-mer où il vit, il est l'auteur d'une série en trois  tomes intitulée Nèfsèt Kat.

## Biographie
Fabrice Urbatro fait des études en arts appliqués et communication graphique aux deux lycées de Saint-Pierre et après un bac de communication visuelle en poche, continue ses études à l’École des Beaux-Arts du Port (aujourd'hui ESA Réunion) jusqu’en 2002. Il participe de 1993 à 2002, à la revue Le Cri du Margouillat qui publie des bandes dessinées à La Réunion.
Après une parenthèse musicale, il revient aux arts graphiques en 2003 en s'installant comme graphiste et illustrateur indépendant. La bande dessinée Nèfsèt Kat dont le 1er tome parait en 2009, est sa première série ; elle traite du retour au pays d'une jeune Réunionnaise confrontée aux combats de moringue et au combattant masqué appelé le Goniman.
Chez l'éditeur réunionnais Centre du monde, il participe aux albums collectifs Marmites créoles en 2010,, Musiques créoles en 2011 , Légendes créoles en 2013 puis Chaleurs créoles en 2015.
En 2014, il est cofondateur du premier magazine jeunesse à La Réunion  Babook magazine (6-12 ans), un magazine bimestriel tiré à 12 000 exemplaires dès le premier numéro et qui pendant 3 ans a tenu à être diffusé gratuitement. Le magazine largement illustré (en collaboration avec plusieurs illustrateurs professionnels), compte à ce jour 19 numéros.
Parallèlement, il anime des ateliers de bande dessinée et de manga dans l'île, notamment auprès des scolaires et est intervenant formateur à l'ILOI.
Depuis 2016, il contribue activement à la revue devenue annuelle du Cri du Margouillat.
En 2019, Fabrice Urbatro publie le tome 3 de la série Nèfsèt Kat, avant-dernier tome de la série.

## Publications

### Scénariste et dessinateur
- Nèfsèt Kat, tome 1, Epsilon Éditions, 2009
- Nèfsèt Kat, tome 2, Epsilon Éditions, 2010
- Nèfsèt Kat, tome 3, Epsilon Éditions, 2019.

### Dans le cadre de collectif
- Marmites créoles, collectif, Centre du Monde, 2011
- Musiques créoles, collectif, Centre du Monde, 2011
- Légendes créoles, collectif, Centre du Monde, 2013
- Chaleurs créoles, collectif, Centre du Monde, 2015.

### Dessinateur et coloriste
- Adber (L'enfant Comore), avec Axel Gauvin, Académie de La Réunion, 2006
- Lièv i sava bal, avec Axel Gauvin, Éd. Tikouti, 2007 (OCLC 470556922)
- 3 zistoir Lièv, avec Axel Gauvin, Éd. Tikouti, 2010
- Ousanousava Marmay, avec Ousanousava, Océan Éditions, 2013
- Les grandes dates de l’histoire de La Réunion en BD[6], avec Gilles Gauvin, Epsilon Éditions, 2013
- Histoire de La Réunion : clés pour comprendre le présent, avec Gilles Gauvin (scénario), Ed. du signe, 2021
- Sentié sucré salé, avec Aurélie Cottin (dialogues et iconographie), La Fish, 2021.

## Prix et récompense
- Il a obtenu le prix de la Bande Dessinée de La Réunion 2012 pour Nèfsèt Kat, tome 1[7],[8].